# Kinh Ngợi Khen
Kinh Ngợi Khen (tên khác là Magnificat, tiếng Latin: "Magnify", cũng được gọi là Một bài hát của Maria) là một bài ca ngợi được sử dụng thường xuyên trong các nghi thức phụng vụ của Giáo hội Công giáo Rôma.
Bản văn của Kinh Ngợi Khen đã được lấy trực tiếp từ Phúc âm Luca 1:46-55, nói về những lời mà Maria đã thốt lên khi tới thăm người chị bà con là bà Elizabeth.
Trong câu chuyện, sau khi nghe Maria chào mình thì bà Elizabeth, người đang mang thai thánh Gioan Tẩy Giả, cảm thấy thai nhi trong bụng nhảy lên và bà nói rằng: "Em được chúc phúc hơn mọi người phụ nữ, và người con em đang cưu mang cũng được chúc phúc. Phúc đâu tôi được Mẹ Chúa tôi đến với tôi thế này?". Bấy giờ bà Maria đáp lại những lời nói của bà mà về sau trở thành Kinh Ngợi Khen.
Chỉ mình Luca ghi lại bài ca này nhưng bản văn đã nhắc nhiều đến những chi tiết trong Cựu Ước. Có lẽ Luca đã sử dụng phương pháp của một văn sĩ, thu thập những kỷ niệm của Maria. Trong Kitô giáo, Kinh Ngợi Khen đã được sử dụng một cách thường xuyên trong phụng vụ. Ở Kitô giáo phương Tây, Kinh Ngợi Khen được sử dụng chính trong các giờ Kinh chiều.

## Bản văn

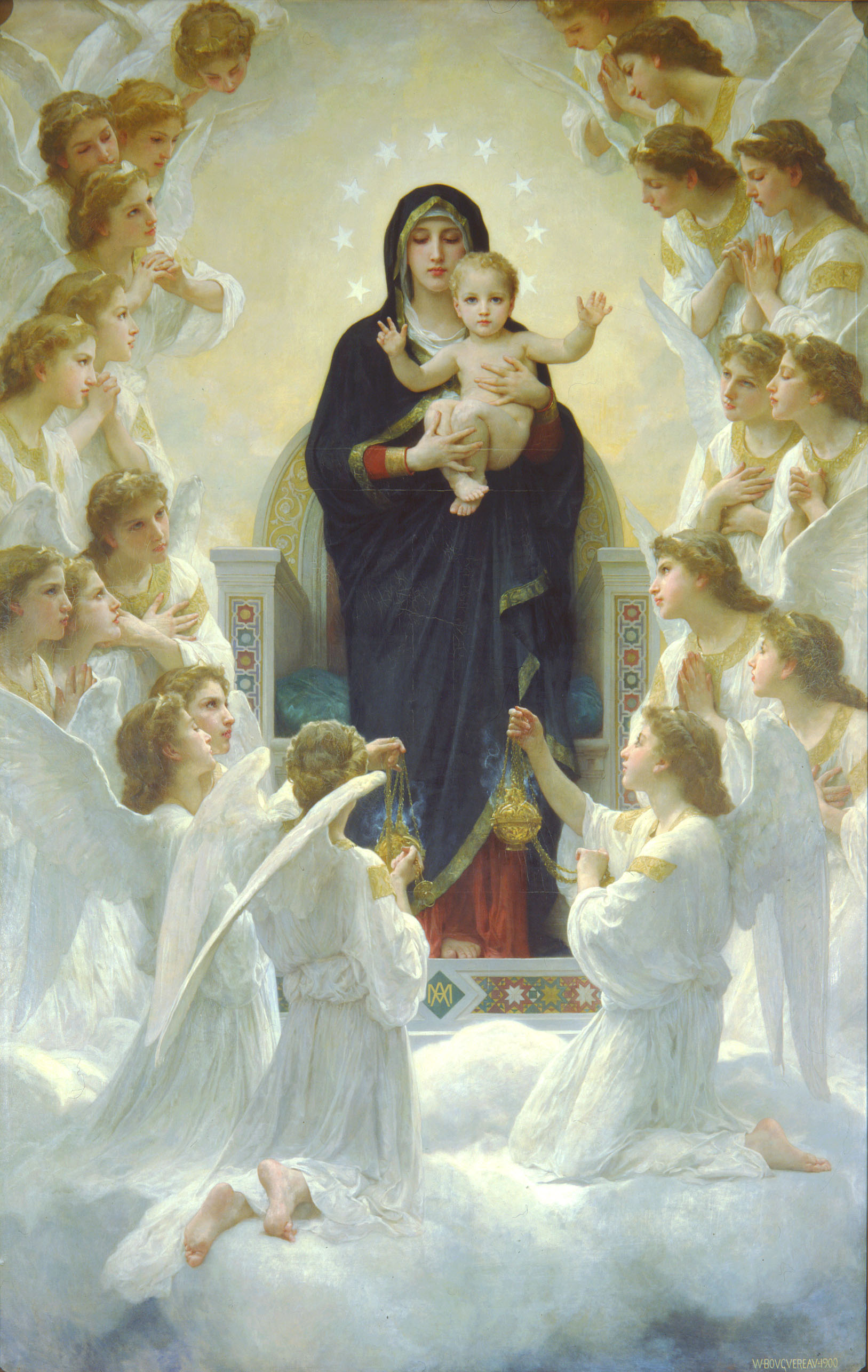
Đức Mẹ và các thiên thần bởi Bouguereau

Hy Lạp
Μεγαλύνει ἡ ψυχή μου τὸν Κύριον
καὶ ἠγαλλίασεν τὸ πνεῦμά μου ἐπὶ τῷ Θεῷ τῷ σωτῆρί μου,
ὅτι ἐπέβλεψεν ἐπὶ τὴν ταπείνωσιν τῆς δούλης αυτοῦ.
ἰδού γὰρ ἀπὸ τοῦ νῦν μακαριοῦσίν με πᾶσαι αἱ γενεαί,
ὅτι ἐποίησέν μοι μεγάλα ὁ δυνατός,
καὶ ἅγιον τὸ ὄνομα αὐτοῦ,
καὶ τὸ ἔλεος αὐτοῦ εἰς γενεὰς καὶ γενεὰς
τοῖς φοβουμένοῖς αυτόν.
Ἐποίησεν κράτος ἐν βραχίονι αὐτοῦ,
διεσκόρπισεν ὑπερηφάνους διανοίᾳ καρδίας αὐτῶν·
καθεῖλεν δυνάστας ἀπὸ θρόνων
καὶ ὕψωσεν ταπεινούς,
πεινῶντας ἐνέπλησεν ἀγαθῶν
καὶ πλουτοῦντας ἐξαπέστειλεν κενούς.
ἀντελάβετο Ἰσραὴλ παιδὸς αὐτοῦ,
μνησθῆναι ἐλέους,
καθὼς ἐλάλησεν πρὸς τοὺς πατέρας ἡμῶν
τῷ Αβραὰμ καὶ τῷ σπέρματι αὐτοῦ εἰς τὸν αἰῶνα.
Latin:
Magnificat anima mea Dominum,
et exsultavit spiritus meus in Deo salvatore meo,
quia respexit humilitatem ancillae suae.
Ecce enim ex hoc beatam me dicent omnes generationes,
quia fecit mihi magna,
qui potens est,
et sanctum nomen eius,
et misericordia eius in progenies et progenies
timentibus eum.
Fecit potentiam in brachio suo,
dispersit superbos mente cordis sui;
deposuit potentes de sede
et exaltavit humiles;
esurientes implevit bonis
et divites dimisit inanes.
Suscepit Israel puerum suum,
recordatus misericordiae,
sicut locutus est ad patres nostros,
Abraham et semini eius in saecula.
Tiếng Việt (dựa theo bản dịch của Nhóm các giờ kinh phụng vụ)
Linh hồn tôi ngợi khen Đức Chúa,
thần trí tôi hớn hở vui mừng
vì Thiên Chúa, Đấng cứu độ tôi.
Phận nữ tỳ hèn mọn,
Người đoái thương nhìn tới;
từ nay, hết mọi đời
sẽ khen tôi diễm phúc.
Đấng Toàn Năng đã làm cho tôi
biết bao điều cao cả,
Danh Người thật chí thánh chí tôn !
Đời nọ tới đời kia,
Chúa hằng thương xót những ai kính sợ Người.
Chúa giơ tay biểu dương sức mạnh,
dẹp tan phường lòng trí kiêu căng.
Chúa hạ bệ những ai quyền thế,
Người nâng cao mọi kẻ khiêm nhường.
Kẻ đói nghèo, Chúa ban của đầy dư,
người giàu có, lại đuổi về tay trắng.
Chúa độ trì Israen, tôi tớ của Người,
như đã hứa cùng cha ông chúng ta,
vì Người nhớ lại lòng thương xót
dành cho tổ phụ Ápraham
và cho con cháu đến muôn đời.

## Chú giải
1. ↑  The Resurgence Greek Project[liên kết hỏng]
2. ↑  Since 1979 the official Latin text of the Bible for the Catholic Church is the revised Vulgate, as laid down by Pope John Paul II in his apostolic constitution Scripturarum thesaurus Lưu trữ ngày 10 tháng 4 năm 2007 tại Wayback Machine of 25 April of that year. That is the text used in all its official Latin liturgical texts since then. In addition to other differences in spelling and punctuation, earlier liturgical texts have, in place of "et exsultavit spiritus meus in Deo salvatore meo" (second line), "Et exultavit spiritus meus: in Deo salutari meo" (Officium pro defunctis, following the unrevised Vulgate text).
3. ↑  Revised Vulgate text